# Ali Chogentsukov
Ali Askhatovitch Chogentsukov (en russe : Али́ Асха́дович Шогенцу́ков, kabarde :ЩоджэнцIыкIу Iэсхьэд и къуэ Алий, Baksan, Oblast du Terek, 28 octobre 1900-Babrouïsk, Biélorussie, 29 novembre 1941) est un professeur, écrivain et traducteur kabarde.

## Biographie
Il étudia dans une madrassa, puis à l'institut pédagogique de Bekhisen, et enfin à Istanbul. Il rentra plus tard en Kabardino-Balkarie, où il travailla en tant que professeur.
En automne 1941, il mourut dans un camp de concentration nazi.

## Œuvre
- Стиххэмрэ поэмэхэмрэ 1938
- Хьэжыгъэ пут закъуэ : Рассказ, 1940
- Ныбжьыщ1э хахуэ: Поэма, 1940